# Die Tigerin (1922)
Die Tigerin ist der Titel eines Stummfilmdramas, das Ernst Wendt nach einem Drehbuch von Max Jungk und Julius Urgiß im Jahr 1921 für die John Hagenbeck-Film GmbH (Berlin) (Anm.) inszenierte. Hagenbeck spezialisierte sich auf Raubtier-Sensationsfilme großen Stils. In der Hauptrolle war der Schauspieler Carl de Vogt zu sehen, der in einer ganzen „Raubtierfilm-Reihe“ mitwirkte und dabei alle Stunts selbst ausführte. Seine Partnerin im Film wie im Leben war Claire Lotto.

## Handlung
Die Tigerin ist ein junges Mädchen, das nach einer harten Jugend einen Tierbändiger liebt. Dieser ist aus vornehmer Familie, und als er von seiner Verwandtschaft aus dem Zirkusleben zurückgeholt wird, schämt er sich seiner ihm inzwischen angetrauten Frau und verleugnet sie aufgrund eines Zerwürfnisses. Sie tritt wieder im Zirkus als Tierbändigerin auf. Er sieht sie dort nach Jahren, will sich wieder mit ihr aussöhnen. Sie hat die ihr angetane Schmach nicht vergessen, will sich an ihm rächen, indem sie ihn in die Gewalt ihrer Bestien gibt. Dieser Anschlag auf sein Leben misslingt, sie kommt zur Besinnung: Ende gut, alles gut.

## Hintergrund
Trotz der Übereinstimmung der Veröffentlichungsdaten (1921) hat die Handlung nichts mit dem gleichnamigen Kriminalroman von Walter Serner zu tun; dieser wurde erst 1992 als ost-westliche Coproduktion von DEFA-Studio Potsdam-Babelsberg mit der CineVox Filmproduktion, München-Grünwald verfilmt.
Wendt hat bei einer ganzen Reihe von Raubtierfilmen Regie geführt: Der Herr der Bestien (1921); Die Schreckensnacht in der Menagerie (1921); Unter Räubern und Bestien (1921); Allein im Urwald (1922, auch Die Rache der Afrikanerin); Die weisse Wüste (1922).
Die Filmbauten schuf Franz Schroedter, die Außenaufnahmen wurden im Zoo von Hannover gedreht. Aufnahmeleiter war Adolf Essek. Die Photographie besorgten Carl Hoffmann und Gotthardt Wolf.
Der Film lag am 13. Dezember 1921 der Prüfstelle zur Zensurierung vor. Er wurde am 4. Jänner 1922 in Berlin uraufgeführt. In Deutschland wurde er von der Terra-Film verliehen.
Die Tigerin gilt heute bis auf ein 12 Minuten langes Fragment als verschollen. Dieses wurde am Sonntag, den 14. August 2016 im Rahmen eines Vortrags von Jörg Schöning und Stefan Drößler über „John Hagenbeck und seine Raubtierfilme“ bei den „Internationalen Stummfilmtagen“ (32. Bonner Sommerkino, 11. bis 21. August 2016) erstmals aufgeführt.

## Rezeption
Im Film-Kurier stand 1922 folgende „Impression“ von der Filmarbeit Hagenbecks zu lesen:
„Es war Nacht, die Scheinwerfer strahlten, und die Situation forderte den ganzen Mann. John Hagenbeck, Bruder des Hamburger Tierparkgründers, stand mit dem Rücken zum Gitter und versuchte sich mit einem Spazierstock seiner Haut zu wehren – gegen fünf Löwen. Es geschah bei den Dreharbeiten zu einem abenteuerlichen Tierfilm. Zu dem gefährlichen Zwischenfall kam es, weil die Löwen durch die Scheinwerfer nervös geworden waren. Der Dompteur hatte versucht, die Tiere von sich abzulenken und ein Stück Fleisch weit von sich geschleudert – ausgerechnet in die Richtung des Käfigs, wo Hagenbeck stand. Doch der hielt die Löwen so lange in Schach, bis der Dompteur und seine Frau die Tiere zurücktreiben konnten.“
In Paimann’s Filmliste No. 306, Wien, 9. Feber 1922, fand sich folgende Bewertung:
„Das Sujet ist publikumswirksam gehalten, lediglich der Abschluß erweist sich als unbefriedigend. Die Darstellung war sehr gut, insbesondere die beiden Hauptrollen (Vogt-Barnay). Die üblichen Tierszenen, und diesmal eine Reihe von Dressurakten, sind sehr hübsch, die Regie hat jedoch von Passagen (Jahrmarkt etc.) überreichen Gebrauch gemacht. Die Photographie war gut.“